# Nepovratno
Nepovratno (izvirno francosko Irréversible) je francoski film (2002) Gasparja Noeja. Zaradi eksplicitnih prizorov posilstva in umora velja za enega najbolj kontroverznih filmov leta 2002. Sam film po zvrsti uvrščajo med akcije, kriminalke, drame in trilerje.